# Ceriana variabilis
Ceriana variabilis är en tvåvingeart som först beskrevs av Kertesz 1903.  Ceriana variabilis ingår i släktet griffelblomflugor, och familjen blomflugor. Inga underarter finns listade i Catalogue of Life.